# Eistobel (Naturschutzgebiet)

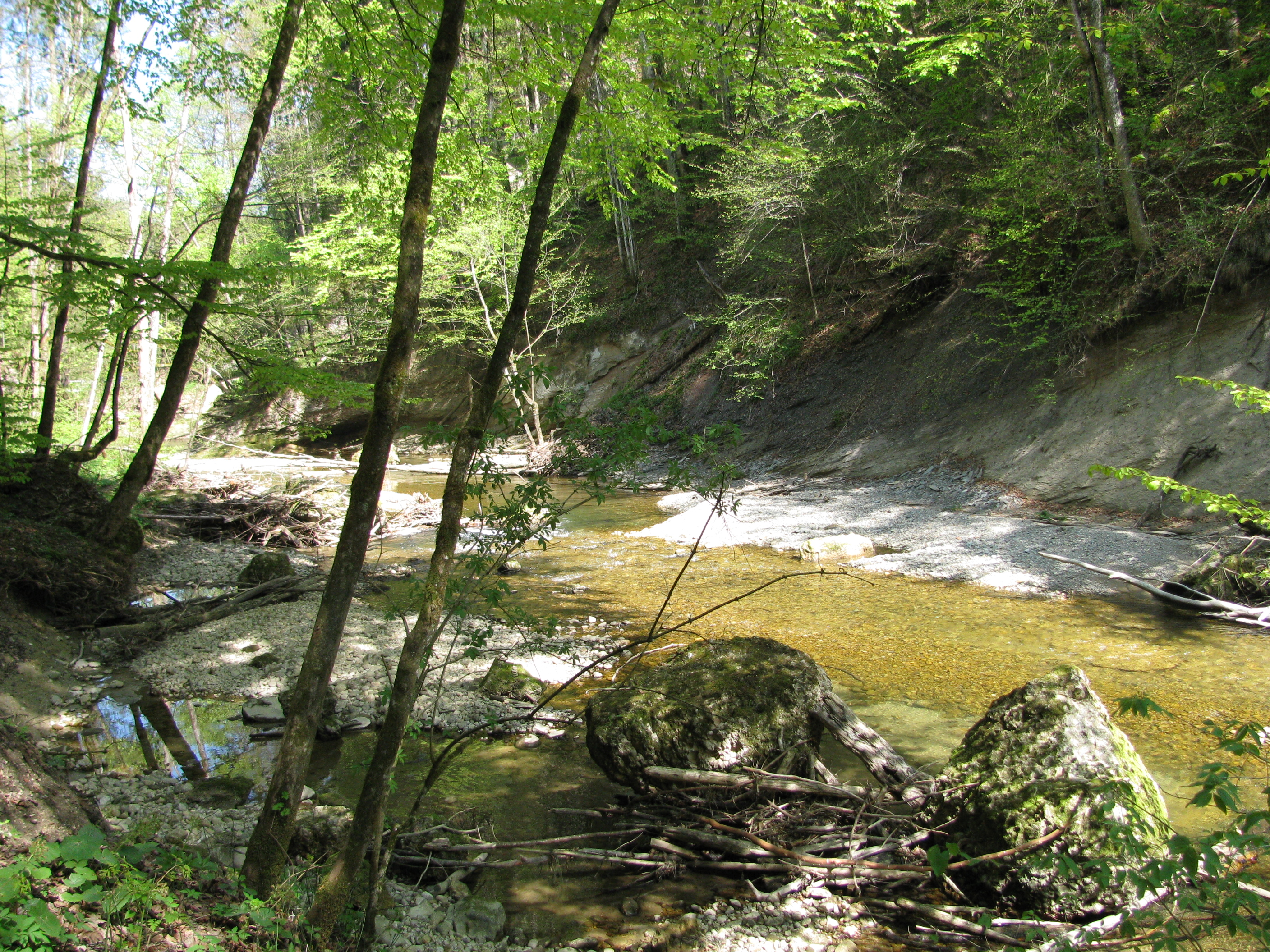
Zwischen „Wurzeleck“ und „Engpass“

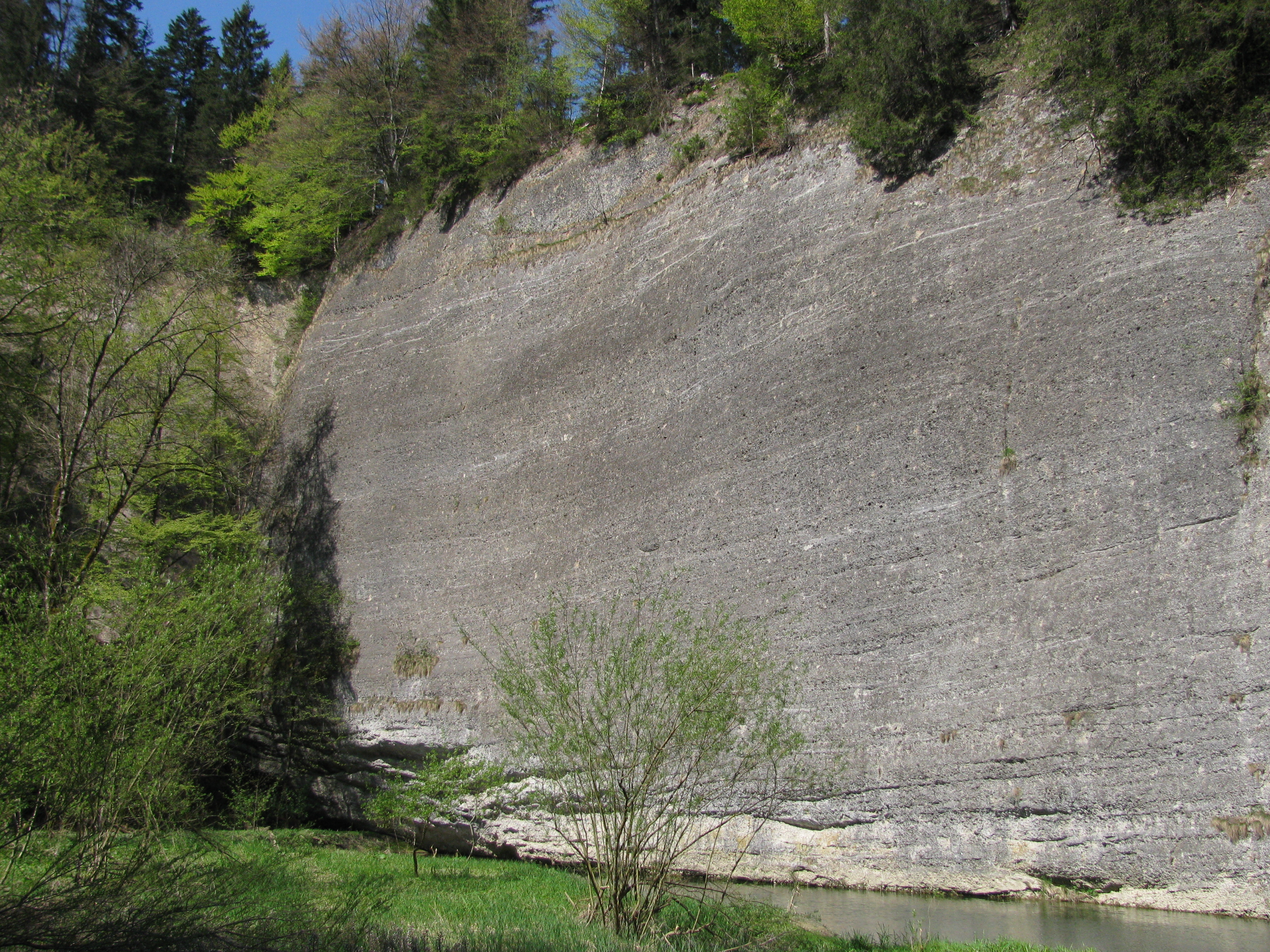
Am Stausee oberhalb des E-Werks

Das Gebiet Eistobel ist ein mit Verordnung vom 4. September 1970 des Bayerischen Staatsministeriums der Finanzen ausgewiesenes Naturschutzgebiet (NSG-00093.01) im Eistobel, einem Talabschnitt der Oberen Argen auf dem Gebiet der bayerischen Gemeinden Grünenbach und Maierhöfen im Landkreis Lindau in Deutschland.
Das Naturschutzgebiet ist Teil des FFH-Gebiets „Allgäuer Molassetobel“ (8326-371).

## Lage
Das rund 70 Hektar große Naturschutzgebiet Eistobel gehört naturräumlich zum Adelegg. Es liegt östlich der Ortsmitte Grünenbachs und südwestlich von Maierhöfen auf einer Höhe zwischen 718 m ü. NHN am südöstlichen Ende, unterhalb des Sägewerks bei Schüttentobel, und etwa 660 m ü. NHN am nördlichen Ende des Schutzgebiets bei der Argentobelbrücke.
Das seit Ende der letzten Eiszeit vor rund 15.000 Jahren entstandene Eistobel wird heute auf seiner gesamten Länge von etwa zweieinhalb Kilometern von der Oberen Argen, die hier im Lauf der Jahrtausende Strudellöcher, Kaskaden und Wasserfälle geschaffen hat, durchflossen.

## Schutzzweck
Wesentlicher Schutzzweck ist die Erhaltung der unverbauten Schluchtstrecke der Oberen Argen in Molassegesteinen des Westallgäuer Berglandes mit Wasserfällen, Stromschnellen, Strudellöchern, Felsstürzen und geologisch-morphologisch interessanten Bildungen.
- Siehe auch: Liste der Naturschutzgebiete in Bayern

## Flora und Fauna

### Flora
Aus der schützenswerten Flora sind innerhalb des mächtigen Ahorn-, Buchen-, Eschen- und sogar Eibenbestands folgende Pflanzenarten (Auswahl) zu nennen:
- Echte Schlüsselblume (Primula veris), eine Art aus der Familie der Primelgewächse
- Grau-Erle oder Weiß-Erle (Alnus incana) ist ein Laubbaum aus der Familie der Birkengewächse
- Sumpfdotterblume (Caltha palustris), eine Vertreterin der Familie der Hahnenfußgewächse

### Fauna
Aus der schützenswerten Fauna sind neben Steinfliegen und Strudelwürmern folgende Arten (Auswahl) zu nennen:
- Bachforelle (Salmo trutta fario), ein zu den Salmoniden zählender Raubfisch
- Blauflügel-Prachtlibelle (Calopteryx virgo), eine Art aus der Familie der Prachtlibellen
- Wasseramsel (Cinclus cinclus), die einzige auch in Mitteleuropa vorkommende Vertreterin der Familie der Wasseramseln

## Einzelnachweis
1. ↑  https://www.regierung.schwaben.bayern.de?Dr=1&PFAD=/index.php:/index2.php:/Aufgaben/Bereich_5/Bereich_5.php:/Aufgaben/Bereich_5/Naturschutz_und_Landschaftspflege/Naturschutzgebiete.php